# Jenny Alm
Jenny Alm (ur. 10 kwietnia 1989 w Uddevalla), szwedzka piłkarka ręczna, reprezentantka kraju, rozgrywająca. Obecnie występuje w szwedzkim IK Sävehof.

## Sukcesy

### reprezentacyjne
- Mistrzostwa Europy:
  -  2014